# Kość łonowa

Miednica człowieka. Kość łonowa zaznaczona na czerwono.

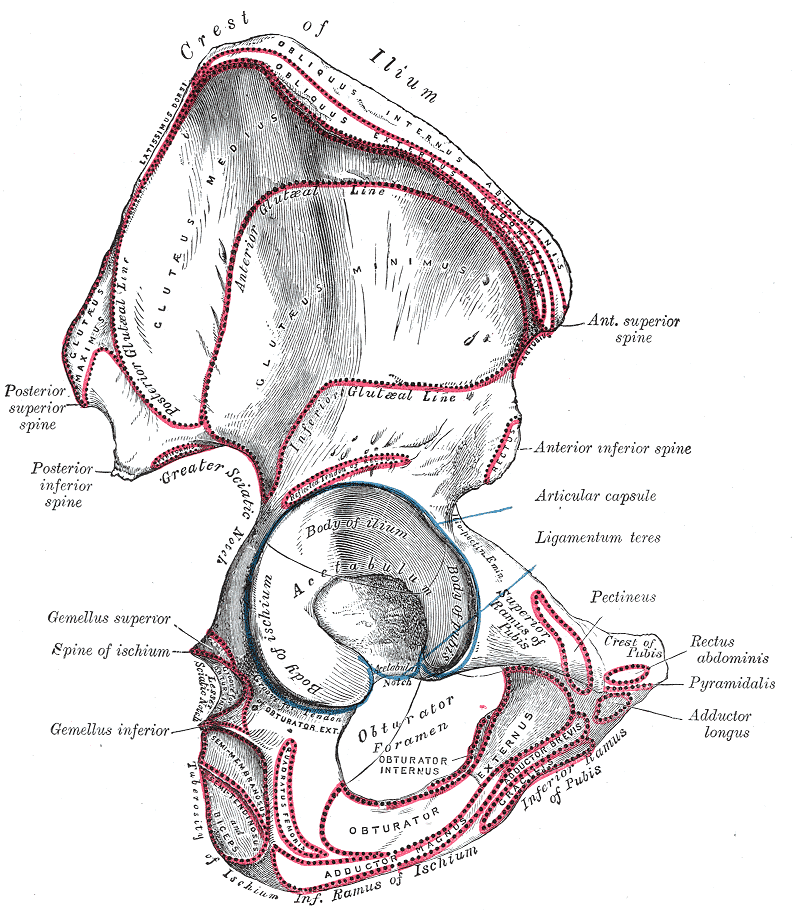
Prawa kość miedniczna człowieka, powierzchnia zewnętrzna. Body of pubis – trzon kości łonowej, Superior Ramus of Pubis – gałąź górna kości łonowej, Inferior Ramus of Pubis – gałąź dolna kości łonowej.

Kość łonowa (łac. os pubis) – parzysta kość należąca do obręczy kończyny tylnej (pasa miednicowego) kręgowców czworonożnych, u większości z nich w rozwoju osobniczym zrastająca się z pozostałymi częściami kości miednicznej (kością biodrową i kością kulszową).
Kość łonowa człowieka do okresu pokwitania stanowi oddzielną kość, z kością biodrową i kością kulszową połączoną chrząstką. U dorosłego człowieka stanowi już z nimi jedną całość – kość miedniczną, będąc jej dolno-przednią częścią. Składa się z trzonu i dwóch gałęzi: górnej i dolnej. Trzon kości łonowej tworzy przednią, mniej więcej 1/5 część panewki stawu biodrowego. Od trzonu odchodzi gałąź górna, kierując się do przodu, przyśrodkowo i w dół, w płaszczyźnie pośrodkowej tworząc spojenie łonowe z gałęzią górną strony przeciwnej. Do jej powierzchni tylnej przyczepiają się mięsień zasłaniacz wewnętrzny (częściowo) i mięsień dźwigacz odbytu, do powierzchni dolnej – mięsień przywodziciel długi i (częściowo) mięsień zasłaniacz zewnętrzny, a do powierzchni górnej – mięsień prosty brzucha, mięsień piramidowy i mięsień grzebieniowy. Od przyśrodkowego końca gałęzi górnej odchodzi gałąź dolna, ich połączenie wytwarza kąt skierowany przednio-przyśrodkowo. Gałąź dolna kieruje się ku dołowi i bocznie, łącząc się z gałęzią kości kulszowej. Do powierzchni wewnętrznej gałęzi dolnej kości łonowej przyczepia się mięsień poprzeczny głęboki krocza i (częściowo) mięsień zasłaniacz wewnętrzny, do powierzchni zewnętrznej – mięsień smukły, mięsień przywodziciel wielki i mięsień przywodziciel krótki, a do brzegu przyśrodkowego – mięsień kulszowo-jamisty i odnoga prącia lub odnoga łechtaczki. Kość łonowa razem z kością kulszową tworzą brzegi otworu zasłonionego.